# サンダーバード (カサンドラ・ウィルソンのアルバム)
『サンダーバード』（Thunderbird）は、アメリカ合衆国の歌手、カサンドラ・ウィルソンが2006年に発表したスタジオ・アルバム。

## 背景
T・ボーン・バーネットがプロデューサーに起用され、エレクトロニック・サウンド重視の作風となった。バーネットがソングライティングに貢献した「ロスト」と「ストライク・ア・マッチ」は、本作に先駆けて2005年公開のヴィム・ヴェンダース監督映画『アメリカ、家族のいる風景』のサウンドトラックに提供された。
本作のレコーディングに参加したカナダ人ギタリスト、コリン・リンデンは、以前にもバーネットがプロデュースした映画『オー・ブラザー!』（2000年公開）のサウンドトラックに参加している。収録曲のうち「レッド・リヴァー・ヴァレー」はウィルソンとリンデンのデュオ、「ロスト」はウィルソンとマーク・リボーのデュオによる録音である。また、50セントやフィオナ・アップル等の作品のプロデューサーとして知られるマイク・エリゾンドが、ベースで参加した。
「ゴー・トゥ・メキシコ」では、The Wild Tchoupitoulasの演奏による「Hey Pocky A-Way」がサンプリングされており、ソングライター・クレジットには、同曲の作者であるミーターズのメンバー4人の名前が記載されている。「クローサー・トゥ・ユー」は、ジェイコブ・ディラン率いるザ・ウォールフラワーズが2002年のアルバム『レッド・レター・デイズ』で発表した曲のカヴァーで、ウィルソンはバーネットを通じてこの曲を知り、歌詞に強く惹かれたという。「イージー・ライダー」は、ブラインド・レモン・ジェファーソンの録音で知られる曲のカヴァー。

## 反響・評価
母国アメリカでは『ベリー・オブ・ザ・サン』（2002年）以来となるBillboard 200入りを果たし、184位を記録した。また、『ビルボード』のジャズ・アルバム・チャートでは2位、トップ・ヒートシーカーズでは10位に達した。フランスでは2006年4月8日付のアルバム・チャートで初登場102位となり、6週トップ200入りした。
Thom Jurekはオールミュージックにおいて5点満点中3.5点を付け「彼女が過去5作で聴かせてくれた、官能的で優美なアコースティック・ギターが、プログラミング及びループの多用された、キーボードやパーカッション主体のアプローチに取って代わられた」と評している。また、ウィル・レイマンはポップマターズにおいて10点満点中9点を付け「疑いなく、ウィルソンがジャズという止まり木から最も離れてみせたのみならず、最終的にはそこから飛び立てることを証明した作品」「ウィルソンのファンの中には、このレコードを売れ線、或いは彼女の純粋なスタイルに対する背信とみなす人もいるに違いない。しかし、そもそもカサンドラに純粋なスタイルなどなかった」と評している。

## 収録曲
1. ゴー・トゥ・メキシコ - "Go to Mexico" (Cassandra Wilson, Keefus Ciancia, Mike Elizondo, Zigaboo Modeliste, Art Neville, Leo Nocentelli, George Porter, Jr) - 4:15
2. クローサー・トゥ・ユー - "Closer to You" (Jakob Dylan) - 5:49
3. イージー・ライダー - "Easy Rider" (Traditional) - 7:03
4. イット・ウッド・ビー・ソー・イージー - "It Would Be So Easy" (C. Wilson, K. Ciancia, M. Elizondo, Mike Piersante) - 5:10
5. レッド・リヴァー・ヴァレー - "Red River Valley" (Traditional) - 5:52
6. ポエト - "Poet" (C. Wilson, K. Ciancia) - 5:27
7. アイ・ウォント・トゥ・ビー・ラヴド - "I Want to be Loved" (Willie Dixon) - 4:03
8. ロスト - "Lost" (Joseph Henry Burnett) - 3:34
9. ストライク・ア・マッチ - "Strike a Match" (J. H. Burnett, Ethan Coen) - 4:47
10. タロット - "Tarot" (C. Wilson, K. Ciancia, Jim Keltner) - 3:51

## 参加ミュージシャン
- カサンドラ・ウィルソン - ボーカル、アコースティック・ギター
- マーク・リボー - ギター (on 3. 4. 6. 8. 10.)
- コリン・リンデン（英語版） - ギター (on 3. 5. 6. 7.)
- ケブ・モ - ギター (on 7.)
- レジナルド・ヴィール - アコースティック・ベース (on 1. 2. 4. 10.)、エレクトリックベース (on 6.)
- キーファス・シアンシア - ピアノ (on 1. 2. 3. 9.)、キーボード (on 1. 2. 3. 4. 6. 7. 9. 10.)、プログラミング (on 1. 4. 6.)、エレクトリックベース (on 3. 6. 10.)、シンセサイザー (on 9.)
- マイク・エリゾンド - プログラミング (on 1.)、エレクトリックベース (on 3. 4. 7. 10.)、アコースティック・ベース (on 9.)、シンセサイザー (on 9.)
- ジム・ケルトナー - ドラムス (on 1. 2. 3. 6. 7. 10.)
- ビル・マックスウェル - ドラムス (on 3. 6. 7. 9.)
- ジェイ・ベラローズ - ドラムス (on 4. 6. 9.)
- マイク・ピアサンテ - パーカッション (on 10.)
- グレゴア・マレ - ハーモニカ (on 10.)